# Blade: Trinity
Blade: Trinity je americký akční film z roku 2004, který natočil David S. Goyer podle komiksových příběhů o Bladeovi. Do amerických kin byl film, jehož rozpočet činil 65 milionů dolarů, uveden 8. prosince 2004, přičemž celosvětově utržil 128 905 366 dolarů. Ve snímku si titulní roli zopakoval Wesley Snipes, který hrál i v předchozích filmech Blade a Blade 2. Na snímek Blade: Trinity navazuje televizní seriál Blade z roku 2006, jehož autorem je rovněž David S. Goyer a v němž se v roli Bladea objevil Kirk „Sticky“ Jones.

## Příběh
Drake, známý také jako Drákula, který je genetickým zakladatelem upírského druhu, se s pomocí skupiny upírů dostane ze svého skrytého místa v Sýrii do Spojených států, kde se chystá definitivně porazit lidstvo, čímž by se Země stala rájem pro upíry. V cestě mu stojí lovec upírů Blade a jeho mentor Whistler, na které je ovšem nalíčena past v podobě obvinění ze série brutálních vražd.

## Obsazení
| Wesley Snipes        | Eric Brooks / Blade  |
| Kris Kristofferson   | Abraham Whistler     |
| Jessica Biel         | Abigail Whistlerová  |
| Ryan Reynolds        | Hannibal King        |
| Parker Posey         | Danica Talosová      |
| Dominic Purcell      | Drake                |
| John Michael Higgins | doktor Edgar Vance   |
| James Remar          | agent Ray Cumberland |
| Eric Bogosian        | Bentley Tittle       |
| Patton Oswalt        | Hedges               |
| Callum Keith Rennie  | Asher Talos          |
| Triple H             | Jarko Grimwood       |
| Natasha Lyonne       | Sommerfield          |